# Federació d'Independents de Catalunya
La Federació d'Independents de Catalunya (FIC) és un espai polític creat en 1995 per l'acolliment d'aquelles candidatures que no s'encasellen en un determinat partit polític. Té per objectiu, doncs, agrupar els regidors electes per agrupacions d'electors i partits locals o comarcals. Entre aquests darrers hi ha la UNIC (Unió d'Independents de la Conca de Barberà), creada el 1989 arran del descontentament amb el Pla de Residus de la Generalitat de Catalunya, i també té una forta implantació al Priorat.

## Ubicació ideològica
La FIC ha rebut crítiques per la seva suposada "manca d'ideologia". Per exemple, segons Jordi Duran, des de les Terres de l'Ebre, criticava que "la Federació d'Independents de Catalunya (FIC) ha constituït el darrer gran fracàs de crear una alternativa a CiU en l'àmbit rural, ja que el seu excés de pragmatisme i el seu desinterès per la ideologia l'han convertida en una opció indesxifrable en què poden campar des d'ultradretans fins a independentistes, passant per independents purs, gent de bona fe i tot el mostrari de rebotats, dissidents i trànsfugues que generen els partits tradicionals". Per contra, el regidor independent de l'Ajuntament de Vandellòs i l'Hospitalet de l'Infant, Ferran Castellví, recordava que en "l'acta fundacional de la FIC es defineixen com a municipalistes, nacionalistes, ecologistes i independents" (diari Aquí, 19 de gener de 2007).

## Implantació territorial
La Federació d'independents de Catalunya són un conjunt de plataformes polítiques locals implantades, sobretot, al Camp de Tarragona i a les Terres de l'Ebre.

## Resultats electorals
Segons el Departament de Governació i Administracions Públiques
| Any  | Vots   | Percentatge de vots | Regidors |
| ---- | ------ | ------------------- | -------- |
| 2023 | 6.468  | 0,21%               | 67       |
| 2019 | 8.650  | 0,25%               | 72       |
| 2015 | 7.305  | 0,23%               | 66       |
| 2011 | 12.508 | 0,44%               | 85       |
| 2007 | 17.478 | 0,61%               | 86       |
| 2003 | 20.616 | 0,64%               | 104      |
| 1999 | 23.078 | 0,79%               | 187      |
| 1995 | 19.718 | 0,61%               | 177      |